# EC 1.6.3
La EC 1.6.3 è una sotto-sottoclasse della classificazione EC relativa agli enzimi. Si tratta di una sottoclasse delle ossidoreduttasi che include enzimi che utilizzano NADH o NADPH come donatori di elettroni e ossigeno come accettore.

## Enzimi appartenenti alla sotto-sottoclasse
| numero EC  | nome accettato   |
| ---------- | ---------------- |
| EC 1.6.3.1 | NAD(P)H ossidasi |